# 仲間均
仲間 均（なかま ひとし、1949年 - ）は、日本の政治家。石垣市議会議員（7期）、「尖閣諸島を守る会」代表世話人。

## 概要
琉球列島米国軍政府統治下の宮古島・伊良部村（現：宮古島市）生まれ。東京文化学苑卒業。1994年に沖縄県石垣市議会議員に初当選、翌年に尖閣諸島に上陸し、以後計16回の上陸を重ね、各種調査を行っている。
- 1996年、尖閣諸島・魚釣島に上陸した際、1945年に起きた「尖閣列島戦時遭難事件」の犠牲者の可能性がある骨を石積みの下に発見。石垣市議会は2014年に遺骨収集を決議し、政府に要請行動を起こした[4]
- 1997年5月6日には尖閣諸島魚釣島に西村眞悟、宮嶋茂樹、稲川和男の三人と視察に行った。2012年1月3日と7月5日には調査目的で尖閣諸島に上陸している[5][6]。
- 2012年1月3日、石垣市議会議員の仲嶺忠師を含む4人で尖閣諸島・魚釣島に上陸。避難港建設や文化財指定などに向けた調査やダイビングによる海洋資源調査も行った[7]。
- 2012年4月20日には「尖閣」という登録商標を管理・運営することを目的とした「株式会社尖閣」を設立[8]。
- 2017年11月29日、尖閣諸島・魚釣島で外部から持ち込まれたヤギが生態系に影響を与えているとして、石垣市議会の副議長として他の議員らと共に外務省及び防衛省を訪れ、尖閣の生態系調査要請を要請した[9]。
- 2017年、中山義隆石垣市長に石垣市議会で尖閣諸島の住所表記に関し、字(あざ)名を従来の「登野城」から「尖閣」に変更する提案を一般質問で行い、市長の賛同を得た[10] が、年内の成立は無かった[11]。
- 2021年4月、尖閣諸島の領海内で海上保安庁と中国海警局が至近距離でにらみ合う動画を公開した。中国側の電光掲示板には「中国の固有領土」という表示も中国語であった[12]。
- 2021年6月、尖閣諸島周辺海域での漁をライブ中継しようと、インターネットで支援を募るクラウドファンディング行い目標の400万円を大きく超える1500万円超の寄付金が集まった[13]。
- 2021年6月、尖閣諸島で漁を行う仲間均石垣市議員が、インターネット上で「政府の支援を受けた攻撃者」からGmailアカウントのパスワードを盗まれそうになったと、仲間氏がツイッターで明かしている[14]。過去には、香港の民主自決派の黄之鋒[14][15] や香港本土派の梁頌恆[16]、海外のジャーナリストや著名な大学教授などが同じ攻撃を受けている[17]。(詳細は中国による浸透工作)
- 2023年9月13日、玉城デニー知事の国連人権理事会の演説に先立ち、知事は「米軍には抗議、中国には親善」、尖閣周辺で中国艦船が日本漁船を追跡し、領海侵入を繰り返していることを挙げ「そのことには目をつむり、知らぬ存ぜぬでは困ったものだ」と石垣市議会一般質問で述べた[18]。

## 著書
- 危機迫る尖閣諸島の現状、私家版、2002年 - 国立国会図書館：CiNii図書